# سلاح‌های خودکار
سلاح‌های خودکار انواعی از سلاح‌های گرم هستند که تا وقتی ماشه آن‌ها فشرده شده‌باشد، به شلیک ادامه می‌دهند.
مسلسل‌ها از معروف‌ترین سلاح‌های خودکار هستند.
گاهی بعضی از سلاح‌های کمری مانند کلت ام۱۹۱۱ را «اتوماتیک» یا خودکار می‌نامند که دقیق نیست و این سلاح‌ها را باید نیم اتوماتیک نامید.